# Mạc treo ruột non
Mạc treo ruột non (tiếng Anh: Mesentery, tiếng Pháp: le mésentère) là lớp mô dính ruột non vào thành bụng sau ở người và cấu tạo bởi lá phúc mạc kép. Mạc treo ruột non dự trữ chất béo, nâng đỡ các mạch máu, mạch bạch huyết và thần kinh để nuôi dưỡng và điều khiển hoạt động của ruột. Ngoài ra mạc treo ruột non còn có một số chức năng khác.
Mạc treo đại tràng từng được chia làm các phần với cấu tạo khác nhau: mạc treo đại tràng lên, ngang, xuống, mạc treo đại tràng sigma, mạc treo ruột thừa và mạc treo trực tràng - tương ứng với mốc bề mặt ở thành bụng sau. Tuy nhiên, vào năm 2012, một cuộc nghiên cứu trên kính hiển vi điện tử của trường Đại học Limerick chỉ ra rằng mạc treo đại tràng là một khối cấu trúc thống nhất và giống nhau, nó kéo dài từ góc tá - hỗng tràng đến tận mạc treo trực tràng. Như vậy, mạc treo ruột non được coi là nội tạng.